# Поджог казино «Паллада»
Поджог казино «Паллада» в Петропавловске-Камчатском — преступление, совершённое 11 апреля 2003 года двумя поджигателями, в результате которого погибли семь человек. Случай не имеет прецедентов в истории юриспруденции, так как уголовное дело было возвращено на доследование после того, как обвиняемый Паата Гвасалия, заслуженный мастер спорта России по боксу, был осуждён на пожизненное заключение.

## События 11 апреля 2003 года
В ночь с 10 на 11 апреля автомобиль, в котором находились двое злоумышленников, подъехал к казино «Паллада». Один из них взял канистру с горючим, забрался на крышу заведения, а затем залил горючее в вентиляционную шахту и поджёг его. Горящая жидкость залила игорные столы, и пламя моментально перекинулось на остальную обстановку. В ту ночь в казино находилось около 20 человек. Большая часть из них спаслась, но огонь быстро охватил выход, и семь человек погибли в огне. Ещё три человека были госпитализированы. Выскочившие из горящего здания охранники казино не успели догнать поджигателей.
Согласно приговору суда 2005 года, виновными в преступлении были признаны заслуженный мастер спорта России по боксу и бывший член сборной страны Паата Гвасалия и Сергей Петросов, причём первого суд счёл непосредственным исполнителем поджога.

## Арест, следствие, суд, возобновление расследования
Первоначально прокуратура рассматривала в качестве основной версии конкурентную борьбу между двумя игорными заведениями города — «Палладой» и «Колизеем». Были взяты под стражу два предполагаемых организатора — отец одного из учредителей «Колизея» Ким Сен Де и предприниматель Сергей Ткаченко, — но следствие не смогло доказать их вину и позже отпустило обоих. В итоге основной версией следствия стал поджог казино Гвасалией по своей инициативе с целью получить постоянное место работы в «Колизее». 26 июня 2003 года Паата Гвасалия и Сергей Петросов были задержаны. На допросах они отрицали свою вину, заявляя, что у Петросова как раз в тот день угнали машину, что Гвасалия находился в тот день в кругу своей семьи. В апреле 2004 года уголовное дело было передано в Камчатский областной суд. В апреле 2005 года он вынес приговор, согласно которому Гвасалия был приговорён к пожизненному лишению свободы, а Петросов — к 23 годам лишения свободы в колонии строгого режима. Верховный Суд России оставил приговор без изменения. Гвасалия был этапирован для отбывания наказания в колонии «Белый лебедь» города Соликамска.
26 декабря 2008 года расследование дела было возобновлено, поскольку в нём открылись новые обстоятельства, и Гвасалия был этапирован в Петропавловск-Камчатский. Адвокаты Гвасалии предоставили прокуратуре свидетельские показания, согласно которым преступление совершили не осуждённые по делу Гвасалия и Петросов, а другие люди. Согласно источнику газеты «Коммерсантъ» в прокуратуре, возможно, за преступление ответственны Ким Сен Де и Сергей Ткаченко. В ноябре 2010 года прокуратура Камчатского края инициировала проверку и назначила медицинскую экспертизу по ходатайству Гвасалии, ссылавшегося на то, что у него на момент преступления была сломана рука и он не мог забраться на крышу здания.
6 октября 2011 года производство по доследованию было прекращено; 9 февраля 2012 года жалоба на постановление о прекращении производства Верховным Судом Российской Федерации была оставлена без удовлетворения.